# Bernhard Halbig
Bernhard Halbig (* 16. August 1913 in Eyershausen; † 1. Juni 1983 in Paderborn) war ein deutscher Buchhändler und Verbandsfunktionär.

## Leben
Bernhard Halbig, achtes und letztes Kind der Landwirtseheleute Peter Halbig und Rosalia Halbig geborene Schnaus, besuchte das bischöfliche Knabenseminar Kilianeum in Würzburg. Julius Döpfner, späterer Kardinal, war sein Klassenkamerad. Nach seinem Abitur absolvierte er eine Lehre zum Buchhändler im Verlag Schöningh in der Würzburger Niederlassung und war in Offenburg, Mainz, Münster und Wien für den Verlag tätig, zuletzt in der Geschäftsleitung des Verlages Schöningh am Hauptsitz in Paderborn.
Nach dem Wiederaufbau des Verlages nach 1945 machte er sich 1948 mit einer eigenen Buchhandlung selbständig. Zunächst in Paderborn folgten drei Bahnhofsbuchhandlungen in Paderborn, Geseke und Lippstadt sowie die Buchhandlung in Bielefeld (1960). 1954 wurde Bernhard Halbig zum Präsidenten der Katholischen Verleger und Buchhändler Westdeutschlands mit Sitz in Bonn gewählt. 1960 wurde er Vorstand einer bundesweit arbeitenden Buchgenossenschaft.
1954 war Halbig Mitgründer und Gründungsvorsitzender der DJK-Segelfluggemeinschaft in Paderborn, die 1970 mit der Paderborner Luftsportler zur Luftsportgemeinschaft fusionierten. Halbig wurde 1970 Ehrenvorsitzender der Luftsportgemeinschaft Paderborn. 1958 absolvierte Halbig selbst die Privatpilotenlizenz.
1968 wurde Bernhard Halbig vom Kardinal-Großmeister Eugène Kardinal Tisserant zum Ritter des Ritterordens vom Heiligen Grab zu Jerusalem ernannt und am 8. Juli 1968 in München durch Lorenz Kardinal Jaeger, Großprior der deutschen Statthalterei, sowie Hermann Josef Abs, Statthalter in Deutschland, in den Orden investiert.
Er war seit 1940 mit Maria Gepp aus Münster verheiratet. Aus der Ehe gingen drei Kinder hervor.